# Kozluk
Kozluk (ehemals Hazzo oder Hezo, armenisch Hezu/Hızu) ist eine Kreisstadt und ein Landkreis in der Türkei. Beide gehören zur Provinz Batman und liegt in Südostanatolien. Kozluk liegt im nördlichen Teil der Provinz und grenzt im Westen an die Provinz Diyarbakır und im Osten an Bitlis sowie Siirt. Die zweitgrößte Stadt der Provinz Batman vereint zwar 44,7 % der Landkreisbevölkerung, weist aber nur eine stagnierende Bevölkerung auf. Bis zum Anfang des 20. Jahrhunderts war der Ort noch von Armeniern bevölkert.
Der Landkreis wurde bereits 1938 gegründet, gehörte aber da noch zur Provinz Siirt. Er ist der flächenmäßig größte in der Provinz und weist knapp zehn Prozent der Provinzbevölkerung auf. Neben der Kreisstadt (Merkez) existiert mit Bekirhan (2813 Einwohner) noch eine weitere Stadt. Zum Landkreis gehören noch 69 Dörfer (Köy), von denen 26 mehr als der Durchschnitt (462) Einwohner haben. Vier Dörfer haben über 1000 Einwohner: Yeniçağlar (1604), Çayönü (1192), Karpuzlu (1200) und Ulaşlı (1032). Die Bevölkerungsdichte ist die zweithöchste nach dem zentralen Landkreis der Provinzhauptstadt, der städtische Bevölkerungsanteil liegt bei 49,3 Prozent.

## Geschichte
Hazzo wurde zu Füßen der Muşberge gegründet. Die Stadt taucht als Hazzo in der Scherefname des Şerefhans, in der Seyahatnâme des Evliya Çelebis und im Kamus'ul Âlan auf. Nach Evliya Çelebi wurde Hazzo von Timur den Aq Qoyunlu entrissen und die Festung zerstört. Nach Timur stand Hazzo wieder unter der Herrschaft der Aq Qoyunlu, bis sie 1502 von den Safawiden unter Schah Ismail besiegt wurden. 1514 kam Hazzo nach der Schlacht von Tschaldiran unter osmanische Herrschaft. İdris-i Bitlisî war im Auftrag des osmanischen Sultans Selim I. unterwegs, um die Unterstützung der kurdischen Fürsten zu bekommen. Hazzo als Teil von Bitlis wurde zu einem der privilegierten kurdischen Sandschaks. Nach Gründung der türkischen Republik 1923 war Hazzo bis zum 1. Juni 1938 Teil von Sason, danach wurde es zu einer Gemeinde (Belediye) erhoben und als Kozluk Teil der Provinz Siirt. Seit dem 18. Mai 1990 ist Kozluk Teil der Provinz Batman.

## Söhne und Töchter der Stadt
- Mahmut Baksi (1944–2000), Journalist und Schriftsteller
- İshak Sağlam (* 1966), Politiker und Anwalt